# Ptychomitrium yulongshanum
Ptychomitrium yulongshanum là một loài rêu trong họ Ptychomitriaceae. Loài này được T. Cao & Guo Shui-liang mô tả khoa học đầu tiên năm 2001.